# Шакіль Дютар
Шакіль Дютар (фр. Shaquille Dutard, нар. 21 вересня 1996, Каєнна) — гвіанський французький футболіст, нападник клубу «Ле-Ерб'є» та національної збірної Французької Гвіани.

## Клубна кар'єра
Народився в столиці Французької Гвіани місті Каєнна, проте у футбол став грати на материковій Франції. Першим досвідом у дорослому футболі стали виступи в команді містечка Шантелу-ле-Вінь та в щойно збанкрутілому «Канні», який проводив сезон 2014/15 на регіональному рівні. Після того виступав за дублюючі команди «Ніцци» і «Генгаму», проте до перших команд так і не пробився.
З літа 2017 грає в четвертому французькому дивізіоні: по півсезону за «Тарб» та «Бастія-Борго», сезон за «Треліссак», і з літа 2019 виступає за «Ле-Ерб'є».

## Виступи за збірну
17 червня 2017 року дебютував в офіційних матчах у складі національної збірної Французької Гвіани в товариській грі проти збірної Барбадосу (3:0). Наступного місяця у складі збірної був учасником розіграшу Золотого кубка КОНКАКАФ 2017 року у США, де зіграв в усіх трьох матчах.